# Jack Sherman
Jack Sherman (Miami, Florida, 18 de enero de 1956 - 18 de agosto de 2020) fue un guitarrista de estudio estadounidense.

## Trayectoria
Fue especialmente conocido por haber reemplazado a Hillel Slovak como guitarrista durante la grabación del primer álbum de Red Hot Chili Peppers, ya que Slovak prefirió quedarse con su otra banda, What Is This?, quienes también habían logrado un contrato discográfico al mismo tiempo que Red Hot Chili Peppers. 
Tras publicar el álbum, llamado The Red Hot Chili Peppers y de hacer una gira en su promoción, Sherman fue despedido de la banda por peleas constantes con los integrantes. Posteriormente trabajó con artistas como Bob Dylan, Barry Goldberg, George Clinton, Charlie Sexton, Peter Case, John Hiatt, Gerry Goffin, y Tonio K. 
En su última etapa estuvo en una banda llamada In From the Cold.
Su muerte a los 64 años de edad, sucedida el 18 de agosto de 2020 se dio a conocer a través de su cuenta de Instagram.

## Discografía parcial
- 1984 The Red Hot Chili Peppers - Red Hot Chili Peppers
- 1986 Knocked Out Loaded - Bob Dylan
- 1986 R&B Skeletons In the Closet - George Clinton
- 1988 Notes From The Lost Civilization - Tonio K
- 1989 Blue Guitar - Peter Case
- 1996 Backroom Blood - Gerry Goffin
- 1996 Dangleberry Rd - George Roseblatt
- 1997 Ole - Tonio K
- 2000 In From the Cold - In From the Cold